# 坎尼尔·迪肯斯
坎尼尔·迪肯斯（英語：Kaniel Dickens，1978年7月21日—），美国NBA联盟职业篮球运动员。他在2000年的NBA选秀中第2轮第21顺位被犹他爵士选中。